# Schmidl von Seeberg

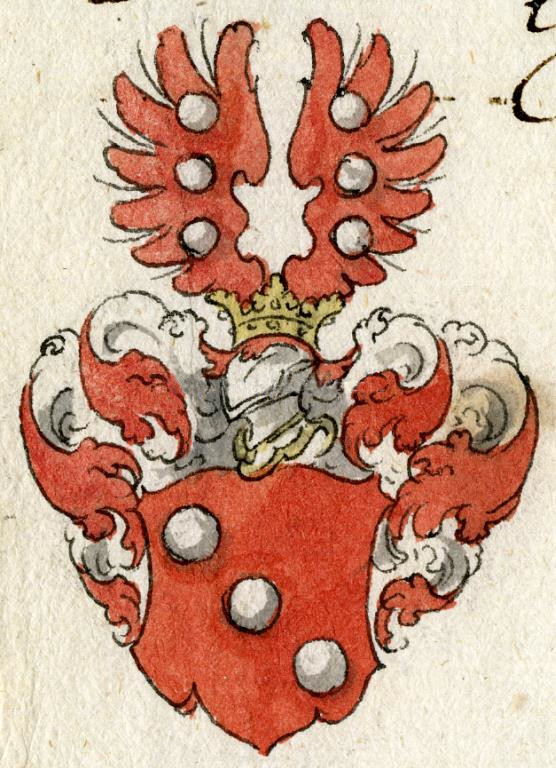
Stammwappen der Schmidl von Seeberg (1600)

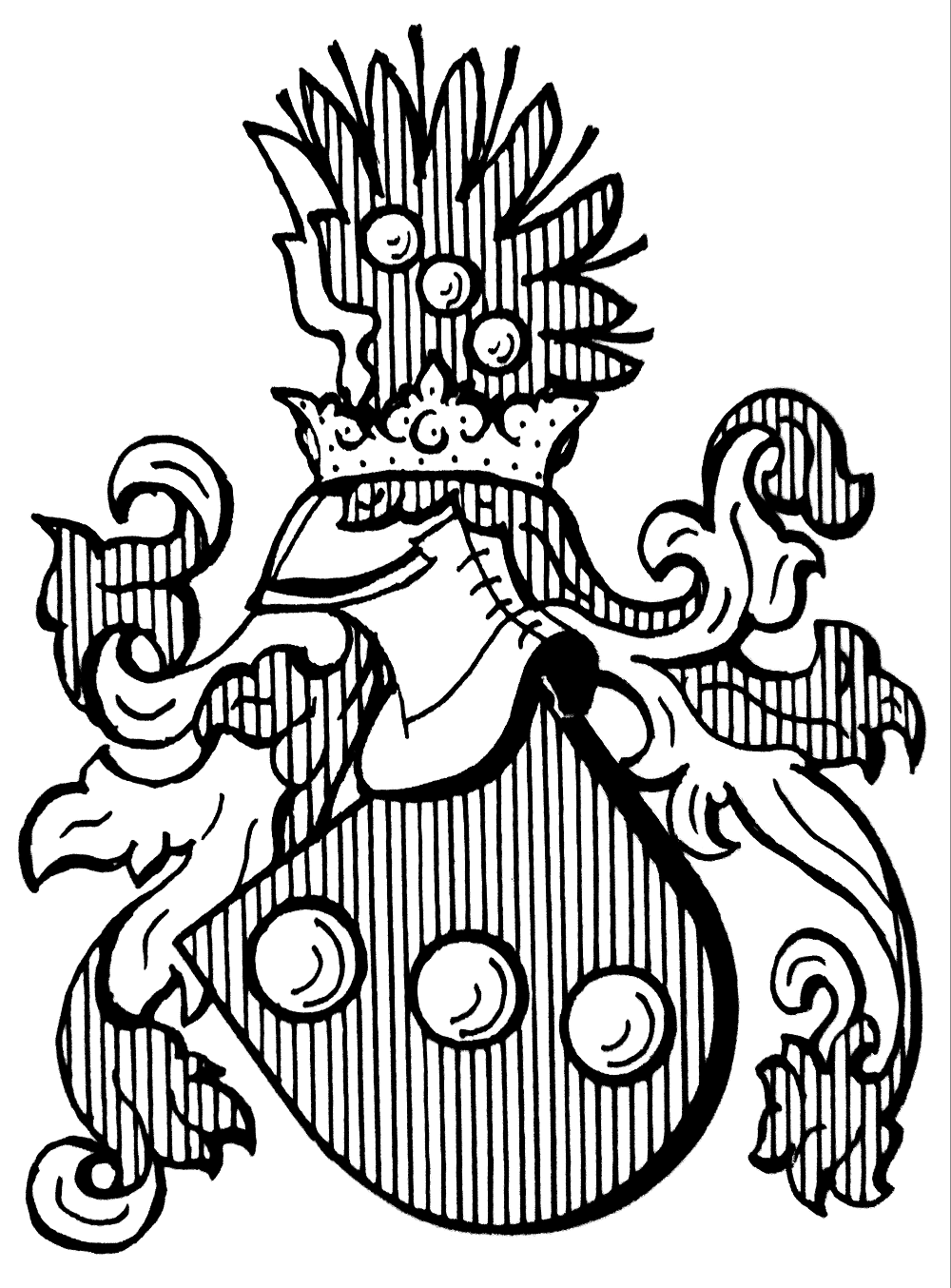
Wappenvariante

Schmi(e)dl von Seeberg war ein geadelten Patriziergeschlecht aus Eger, das in den erblichen österreichischen Ritter- und Freiherrenstand erhoben wurde und 1862 im Mannesstamm erloschen ist. Es war stamm- und wappenverwandt mit den ebenfalls in den Ritter- und Freiherrenstand erhobenen Henniger von Seeberg.

## Geschichte
1256 sollen die Hecht zu Pograthu und Honigar Schmidl ze Seebergu in Eger das Franziskanerkloster gestiftet haben. Nach Prökl geht auch das 1268 gegründete Klarissenkloster in Eger auf die Patrizierfamilien Hecht und Seeberg zurück. Ende des 14. Jahrhunderts lebte Johannes mit seinen drei Söhnen Mathias, Heinrich und Hans Honigar. Letzterer war 1402 Schulmeister und 1406 Notar in Eger und heiratete 1405 eine verwitwete Schmidl, dessen Namen er auch führte. Fortan bildeten die Henniger und Schmidl getrennte Linien.
Die Schmidl stellten von 1442 bis 1756 in Eger acht Bürgermeister. Von 1444 bis 1608 besaß das Geschlecht als Hauptsitz das Landgut Gehaag. Die Söhne von Hans Schmidl waren Hans Erhard, der von Kaiser Sigismund eine Adelsanerkennung erhielt, der Ritter Hans II., von 1446 bis 1461 Herr auf Chodau und Georg I. († 1476), von 1442 bis 1459 Bürgermeister, der den Stamm fortsetzte. Von des letzteren vier Söhnen war Bernhard I. († 1510) von 1477 bis 1485 Bürgermeister und 1487 Herr auf Unterpilmersreuth sowie 1503 auch auf Schloppenhof, sowie Jobst († 1513) 1508 Gerichtsherr. Des letzteren Sohn Hans III. († 1545) wurde 1525 Ratsherr und von 1527 bis 1538 Bürgermeister. Die Enkel von Hans III. waren der 1557 als Bürgermeister fungierende Bernard II. († 1580), der Silberkämmerer Kaiser Karls V. Jobst, sowie Hans IV. († 1587).
Am 19. Dezember 1600 erlangten die Brüder Georg, Jodok, Johann Heinrich und Bernhard Schmidl den Adelsstand und eine Wappenbestätigung, sowie am 26. Juni 1601 die Brüder Georg, Johann, Heinrich, Bernhard den Adelsstand mit dem Prädikat „von Seeberg“, damit verbunden eine Wappenbesserung.  Bezüglich des Prädikates „von Seeberg“ gibt die ältere Literatur widersprüchliche Auskünfte. Nach Pröckl nannten sich die Henniger von Eberg irrtümlich Seeberg, hatten aber Burg Seeberg niemals im Besitz. Die von den Henniger und Schmidl zu unterscheidenden Herren von Seeberg waren später in Plan ansässig:

„Wolf Bernhard (Gattin: Magdalena Junckher) erwirkte 1600 vom Kaiser ein Diplom für den Reichsadel des Geschlechts mit dem von dem Besitze der Honigar auf Seeberg hergeleiteten Erinnerungsbeinamen „von Seeberg", da die Seeberge auf Plan damals schon erloschen waren, welches Diplom für seine 3 Söhne: Georg II., Hanns Heinrich und Bernhard III. 1605 ausgefertigt wurde.“

Johann Adam auf Scheibenreuth bekleidete von 1749 bis 1756 das Amt des Bürgermeisters und hatte zwölf Kinder. 1825 wurden die Söhne von Joseph Schmidl von Seeberg auf Schreibenreuth, Joseph und Christoph Schmidl von Seeberg der österreichische Ritterstand verliehen sowie am 10. November 1859 Christoph Schmidl von Seeberg der österreichische Freiherrenstand. Das Geschlecht ist mit dem k. k. Feldmarschallleutnant und Brigadier Christoph Schmidl Freiherr von Seeberg 1862 im Mannesstamm erloschen.

## Besitzungen (Auswahl)
- Chodau
- Gehaag
- Scheibenreuth
- Schloppenhof
- Wildenhof

## Wappen
Blasonierung des Wappens von 1600: In Rot drei schrägrechts übereinander gestellte silberne Kugeln. Auf dem gekrönten Helm mit rot-silbernen Helmdecken ein offener roter Flug, jeder Flügel mit drei silbernen pfahlweise gestellten Kugeln belegt.
Das Wappen von 1601 zeigt die Kugeln auf den Flügeln rechts schränglinks bzw. links schrägrechts gestellt.

## Genealogie (Auswahl)

### Hauptlinie
1. Hans I., ⚭ NN Schmidl
  1. Hans Erhard
  2. Hans II.
  3. Georg I. († 1476), Bürgermeister
    1. Caspar, Bürgermeister
    2. Bernhard I. († 1510), Bürgermeister
    3. Jobst († 1513), Gerichtsherr
      1. Hans III. († 1545), Ratsherr, Bürgermeister
        1. NN
          1. Bernhard II. († 1580), Bürgermeister
          2. Jobst, Silberkämmerer Kaiser Karl V. († Pavia)
          3. Hans IV. († 1587),
            1. Wolf Bernhard, ⚭ Magdalena Junckher
              1. Georg II.
                1. Adam († 1641), Bürgermeister
                  1. Georg Andreas († 1701)

              2. Hans Heinrich
              3. Bernhard III. († 1624), Bürgermeister

### Jüngere Linie
1. Joseph Schmidl von Seeberg († 1796), Herr auf Schreibenreuth, ⚭ Franziska Freiin von Maltati († 1800)
  1. Christoph Schmidl Freiherr von Seeberg (* 19. Oktober 1780; † 2. Oktober 1862), k. k. Feldmarschallleutnant a. D., ⚭ 10. Juli 1810 Barbara, Tochter von Matthias Limbek Ritter von Lilienau und der Anna geb. Dreßl von Neuberg
    1. Emma Katharina Schmidl Freiin von Seeberg (* 12. Februar 1819), ⚭ 15. Juni 1858 Hermann Rahoff, k. k. Rittmeister
    2. Philippine Albertine Antonie Schmidl Freiin von Seeberg (* 2. Dezember 1820), ⚭ 2. August 1860 Anton Freiherr von Riese-Stallburg